# Philogène Auguste Joseph Duponchel
Pour les articles homonymes, voir Duponchel.
Philogène Auguste Joseph Duponchel est un militaire et un entomologiste français, né en 1774 à Valenciennes et mort le 10 janvier 1846 à Paris.

## Biographie
Après des études à Douai, il rejoint à seize ans l’armée française et participe aux campagnes de 1795 et 1796.
Il travaille comme chef de bureau au Ministère de la guerre à Paris. Il est mis en retraite anticipée à 42 ans, en 1816, à cause de ses opinions en faveur de Bonaparte.
Il peut alors se consacrer à sa passion : l’étude des insectes.
De son mariage avec Marie Joséphine Davet, il a eu trois fils:
- Amédée Duponchel, né en 1795, chirurgien-major ;
- Charles-Edmond Duponchel (1804-1864), architecte, officier du génie et essayiste ;
- Auguste Duponchel (1811-1846), médecin chef de l'École polytechnique. Auteur de la préface d'une histoire des voyages publiée en 1841 en 12 volumes sous le titre de Nouvelle Bibliothèque des voyages anciens et modernes contenant la relation complète et analysée des voyages de Christophe Colomb, Fernand Cortez, Pizarre, Anson, Byron, Bougainville, Cook, La Peyrouse, Bruce, Levaillant, Mungo-Park, Burkhardt, Fraser, Richard et John Lander, Basil-Hall, Caillé, Ross, Baudin, Duperrey, Freycinet, Choiseuil-Gouffier, Pouqueville, Klaproth, Dumont-d'Urville, etc., avec plus de 100 gravures sur acier et 5 cartes coloriées à Paris, chez Firmin Didot[2]. Republiée sans la préface en 1846 à Paris imprimé par Paul Renouard, 5 rue Garanières, avec la mention: "ouvage mis en ordre par William Smith, membre de plusieurs sociétés savantes".

Il meurt en 1846, il est enterré au cimetière du Montparnasse.

## Travaux
Il termine en 1838, après douze ans d’efforts, l’Histoire naturelle des lépidoptères de France commencée par Jean-Baptiste Godart (1775-1825). Cet ouvrage compte dix-sept tomes (dont douze signés par Duponchel), 7 600 pages et 500 planches coloriées. Il paraît de 1832 à 1842 et on y trouve la description de plus de quatre mille espèces de papillons. Un supplément paraîtra sous le titre d’Iconographie des Chenilles.
Duponchel crée la famille des Pieridae en 1832 et celle des Limacodidae en 1845. Il a décrit aussi plusieurs espèces, Zygaena romeo en 1835, Acleris lacordairana en 1836, Bucculatrix boyerella en 1840; Elachista (Aphelosetia) bisulcella en 1843. Il participe à la création de la Société entomologique de France et en est le premier trésorier, puis le président en 1836. Il est très proche de Pierre-François-Marie-Auguste Dejean (1780-1845), d’Auguste Duméril (1812-1870) et Pierre André Latreille (1762-1833).

## Publications
Il a publié 35 travaux, en collaboration avec Jean-Baptiste Godart et André Marie Constant Duméril. Les plus marquants sont :
- Histoire naturelle des lépidoptères de France
- Histoire naturelle des lépidoptères ou papillons de France : Nocturnes Paris : Crevot, ensuite Méquignon-Marvis, 1822-1838.
- Iconographie et histoire naturelle des chenilles pour servir de complément à l'Histoire naturelle des lépidoptères ou papillons de France, de MM. Godart et Duponchel
- Catalogue méthodique des lépidoptères d'Europe distribués en familles, tribus et genres avec l'exposé des caractères sur lesquels ces divisions sont fondées, et l'indication des lieux et des époques où l'on trouve chaque espèce, pour servir de complément et de rectification à l'histoire naturelle des lépidoptères de France, devenue celle des lépidoptères d'Europe par les supplémens qu'on y a ajoutés.

## Hommage

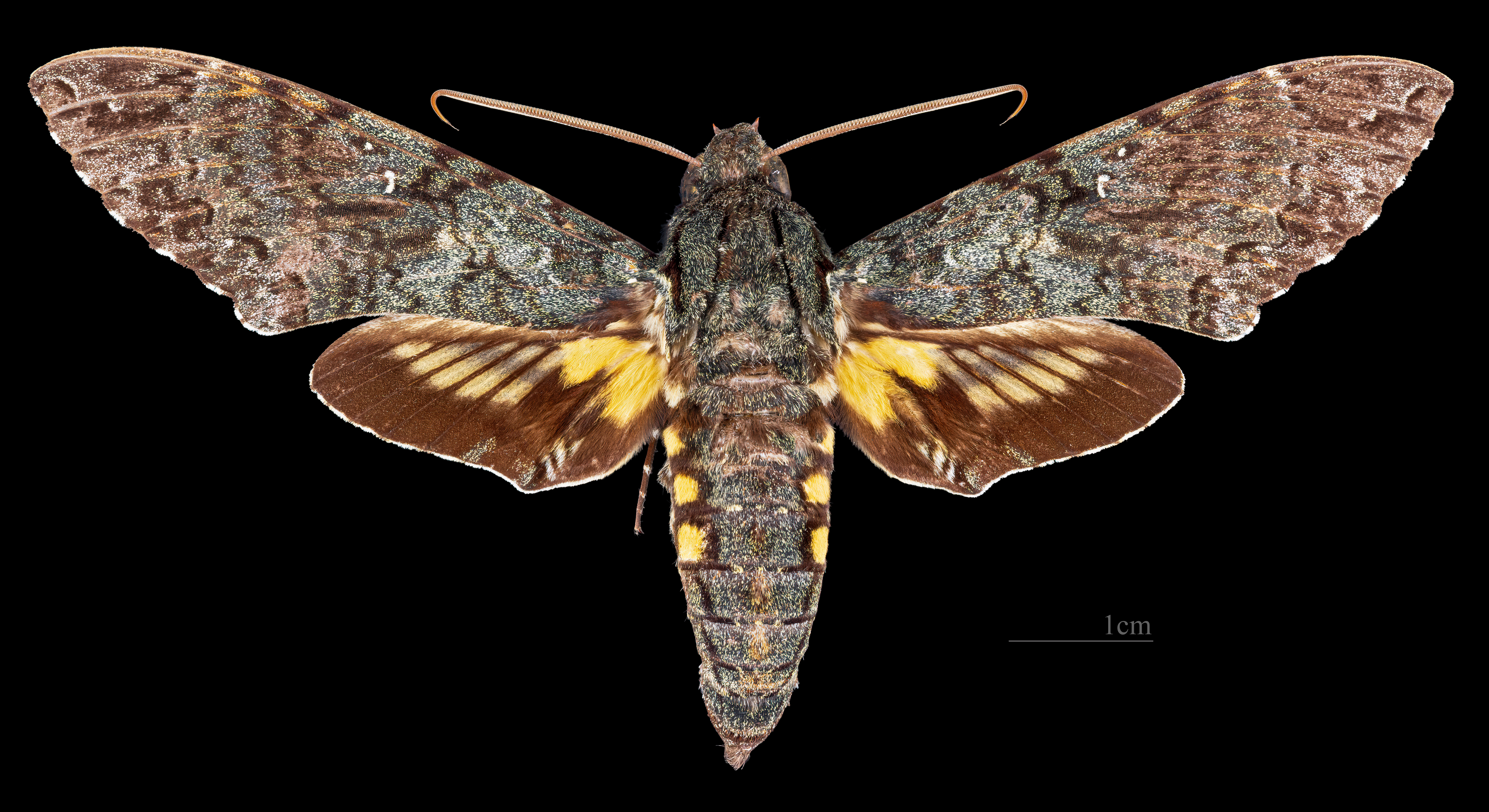
Cocytius duponchel (Coll. MHNT)

Son nom a été donné à deux lépidoptères, 
- Leptidea duponcheli, la piéride de Duponchel;
- Cocytius duponchel.